# Seglargymnasium
Ett seglargymnasium är i Sverige en gymnasieskola där eleverna har segling på schemat.

## Utbildningar
- Rönneskolan, Ängelholm (Seglingsgymnasiet)
- Lerums Gymnasium, Segling (Seglargymnasiumet)
- Motala Idrottsgymnasium (Seglargymnasiumet)
- Varbergs gymnasieskola, Vindsurfinggymnasiet